# آلن برک
آلن برک (انگلیسی: Alan Burke؛ ۱۹۲۷ -۲۰۰۷) نویسنده و کارگردان فیلم بود.
از فیلم‌ها یا مجموعه‌های تلویزیونی که وی در آن‌ها نقش داشته‌است، می‌توان به دون پاسکوال اشاره نمود.